# Ophichthus altipennis
Ophichthus altipennis — вид вугроподібних риб родини офіхтових (Ophichthidae).

## Поширення
Вид поширений у тропічних водах Індійського і Тихого океанів на глибині до 40 м.

## Опис
Тіло видовжене, змієподібне, завдовжки до 120 см. Забарвлення коричневе, темнішає з віком. Має видиму бліду пляму перед оком і меншу бліду пляму на морді над ніздрею. Вусики виступають вздовж краю верхньої губи.

## Спосіб життя
Мешкає в узбережних водах з мулистим дном. Заривається у мул та пісок, виставляючи назовні лише голову. Харчується головоногими, ракоподібними та дрібними рибами.